# 徳政義行
徳政 義行（とくまさ よしゆき、1935年 - ）は日本の特撮映画の光学撮影担当の撮影技師。広島県出身。

## 経歴
1959年に東宝特殊技術課に撮影助手として入社。資材課の仕事を経て、キヌタラボラトリーへ移籍。死去した荒木秀三郎に代わって光学撮影の第一人者として後期の円谷英二の作品を支えた。
1962年に、特殊技術課事務のフミ子と結婚。

## 作品
| 公開年月日     | 作品名                                     | 制作（配給）                                 | 役職             |
| -------------- | ------------------------------------------ | -------------------------------------------- | ---------------- |
| 1957年12月28日 | 地球防衛軍                                 | 東宝                                         | 撮影助手（特撮） |
| 1961年10月8日  | 世界大戦争                                 | 東宝                                         | 光学撮影         |
| 1962年3月21日  | 妖星ゴラス                                 | 東宝                                         | 光学撮影         |
| 1962年8月11日  | キングコング対ゴジラ                       | 東宝                                         | 光学撮影         |
| 1963年1月3日   | 太平洋の翼                                 | 東宝                                         | 光学撮影         |
| 1963年8月11日  | マタンゴ                                   | 東宝                                         | 光学撮影         |
| 1963年12月22日 | 海底軍艦                                   | 東宝                                         | 光学撮影         |
| 1964年1月13日  | 士魂魔道 大龍巻                            | 宝塚映画 （東宝）                            | 光学撮影         |
| 1964年4月29日  | モスラ対ゴジラ                             | 東宝                                         | 光学撮影         |
| 1964年8月11日  | 宇宙大怪獣ドゴラ                           | 東宝                                         | 光学撮影         |
| 1964年12月20日 | 三大怪獣 地球最大の決戦                    | 東宝                                         | 光学撮影         |
| 1965年6月19日  | 太平洋奇跡の作戦 キスカ                    | 東宝                                         | 光学撮影         |
| 1965年8月8日   | フランケンシュタイン対地底怪獣             | 東宝 ベネディクト･プロ （東宝）              | 光学撮影         |
| 1965年12月19日 | 怪獣大戦争                                 | 東宝                                         | 光学撮影         |
| 1966年7月13日  | ゼロ・ファイター 大空戦                    | 東宝                                         | 光学撮影         |
| 1966年7月31日  | フランケンシュタインの怪獣 サンダ対ガイラ  | 東宝 ベネディクト･プロ （東宝）              | 光学撮影         |
| 1966年12月17日 | ゴジラ・エビラ・モスラ 南海の大決闘        | 東宝                                         | 光学撮影         |
| 1967年7月22日  | キングコングの逆襲                         | 東宝 ランキン・バス・プロダクション （東宝） | 光学撮影         |
| 1967年12月16日 | 怪獣島の決戦 ゴジラの息子                  | 東宝                                         | 光学撮影         |
| 1968年8月1日   | 怪獣総進撃                                 | 東宝                                         | 光学撮影         |
| 1968年8月14日  | 連合艦隊司令長官 山本五十六                | 東宝                                         | 光学撮影         |
| 1969年7月26日  | 緯度0大作戦                                | 東宝 ドン・シャーププロ （東宝）             | 光学撮影         |
| 1969年8月13日  | 日本海大海戦                               | 東宝                                         | 光学撮影         |
| 1969年12月20日 | ゴジラ・ミニラ・ガバラ オール怪獣大進撃    | 東宝                                         | 光学撮影         |
| 1970年8月1日   | ゲゾラ・ガニメ・カメーバ 決戦!南海の大怪獣 | 東宝                                         | 光学撮影         |
| 1971年7月24日  | ゴジラ対ヘドラ                             | 東宝                                         | 光学撮影         |
| 1972年3月12日  | 地球攻撃命令 ゴジラ対ガイガン              | 東宝 東宝映像（製作協力） （東宝）           | 光学撮影         |